# Sedgwick (métro de Chicago)
Pour les articles homonymes, voir Sedgwick.
Sedgwick est une station aérienne du métro de Chicago desservie par la ligne brune et par la ligne mauve en heure de pointe.

## Description
Elle est située sur le tronçon de la North Side Main Line, dans le quartier de Old Town, dans le nord du secteur de Near North Side à Chicago. Elle fut ouverte le 2 juin 1900 par la Northwestern Elevated.
Comme d’autres stations du nord de Chicago, les plans de la station ont été dessinés par William Gibb.

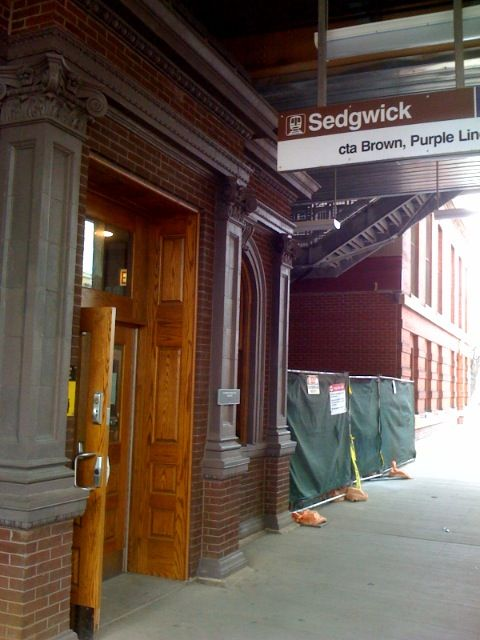
Nouvelle entrée de la station

Récemment rénovée, l’ancienne station a été préservée et restaurée, les quais ont été allongés afin de recevoir des rames de 8 wagons et des ascenseurs ont été installés afin de rendre la station accessible aux personnes à mobilité réduite. 
Le guichet original de la station a été retiré et la Chicago Transit Authority a décidé d’en faire don au musée des chemins de fer de l’Illinois. 

## Les correspondances avec lebus
Avec les bus de la Chicago Transit Authority :
- #11 Lincoln/Sedgwick
- #72 North

## Dessertes
| Nord/Ouest            |  |                                    |  | Sud/Est                             |
| --------------------- |  | ---------------------------------- |  | ----------------------------------- |
| Armitage vers Kimball |  | ligne brune                        |  | Chicago vers Kimball via Clark/Lake |
| Armitage vers Linden  |  | ligne mauve (heures de pointe) (d) |  | Chicago vers Linden via Clark/Lake  |
| modifier sur Wikidata |  |                                    |  |                                     |